# Nati nel 1640
| Questa pagina contiene informazioni ricavate automaticamente dalle voci biografiche con l'ausilio del template Bio e di un bot. L'aggiornamento è periodico e automatico e ricostruisce completamente la pagina. Se manca una persona in questa lista, sei pregato di non aggiungerla, ma accertati piuttosto che la sua voce biografica contenga il template Bio e che i dati anagrafici siano correttamente compilati. Se il template Bio manca, inseriscilo tu stesso o, in alternativa, metti l'avviso {{tmp\|Bio}} che ne segnala la mancanza. Se i dati riportati sono sbagliati, correggi direttamente la voce biografica; le modifiche saranno visibili in questa lista entro pochi giorni. Per chiarimenti vedi il progetto biografie. La lista contiene solo le 94 persone che sono citate nell'enciclopedia e per le quali è stato implementato correttamente il template Bio. Pagina aggiornata al 18 feb 2025. |

## Gennaio(5)
- 5 gennaio - Paolo Lorenzani, compositore e musicista italiano († 1713)
- 8 gennaio - Elisabetta Dorotea di Sassonia-Gotha-Altenburg, nobile († 1709)
- 20 gennaio - Élie Benoît, storico e teologo francese († 1728)
- 23 gennaio - Philipp von Hörnigk, funzionario e economista tedesco († 1714)
- 25 gennaio - William Cavendish, I duca di Devonshire, nobile, politico e militare inglese († 1707)

## Febbraio(2)
- 12 febbraio - Theodorus Rijcke, filologo olandese († 1690)
- 27 febbraio - Pedro Portocarrero y Guzmán, patriarca cattolico spagnolo († 1708)

## Marzo(5)
- 6 marzo - Marcantonio Barbarigo, cardinale e arcivescovo cattolico italiano († 1706)
- 7 marzo - Urbano Sacchetti, cardinale e vescovo cattolico italiano († 1705)
- 7 marzo - Maria Theresa van Thielen, pittrice fiamminga († 1706)
- 13 marzo - Nicola Vaccaro, pittore italiano († 1709)
- 18 marzo - Philippe de La Hire, matematico, astronomo e architetto francese († 1718)

## Aprile(9)
- 1º aprile - Georg Mohr, matematico danese († 1697)
- 1º aprile - Sigismondo Casimiro Vasa, principe polacco († 1647)
- 2 aprile - Leodegar Bürgisser, abate svizzero († 1717)
- 2 aprile - Gian Giordano Gonzaga, nobile italiano († 1677)
- 4 aprile - Gaspar Sanz, presbitero, compositore e chitarrista spagnolo († 1710)
- 18 aprile - Stechinelli, politico e banchiere italiano († 1694)
- 22 aprile - Mariana Alcoforado, monaca cristiana portoghese († 1723)
- 26 aprile - Willem Godschalck van Focquenbroch, poeta, drammaturgo e medico olandese († 1670)
- 26 aprile - Federico di Nassau-Weilburg, nobile tedesco († 1675)

## Maggio(2)
- 25 maggio - Abraham Genoels II, pittore e incisore fiammingo († 1723)
- 31 maggio - Michele Korybut, sovrano polacco († 1673)

## Giugno(5)
- 5 giugno - Pu Songling, scrittore cinese († 1715)
- 9 giugno - Leopoldo I d'Asburgo, imperatore († 1705)
- 13 giugno - Giacomo Cantelmo, cardinale e arcivescovo cattolico italiano († 1702)
- 16 giugno - Jacques Ozanam, matematico francese († 1718)
- 21 giugno - Abraham Mignon, pittore tedesco († 1679)

## Luglio(2)
- 8 luglio - Enrico Stuart, nobile britannico († 1660)
- 10 luglio - Aphra Behn, scrittrice, poetessa e drammaturga britannica († 1689)

## Agosto(2)
- 2 agosto - Gérard Audran, incisore francese († 1703)
- 25 agosto - Enrico Haffner, pittore italiano († 1702)

## Settembre(4)
- 13 settembre - Anna di Anhalt-Bernburg, nobile († 1704)
- 21 settembre - Filippo I di Borbone-Orléans, principe francese († 1701)
- 26 settembre - Maria Elisabetta di Eggenberg, austriaca († 1715)
- 29 settembre - Antoine Coysevox, scultore francese († 1720)

## Ottobre(4)
- 3 ottobre - Giuseppe Alberti, pittore, architetto e presbitero italiano († 1716)
- 5 ottobre - Françoise-Athénaïs di Montespan, nobildonna francese († 1707)
- 20 ottobre - Gérard Edelinck, pittore e incisore fiammingo († 1707)
- 29 ottobre - Giovanni Ventura Borghesi, pittore e architetto italiano († 1708)

## Novembre(8)
- 1º novembre - Francisco de Benavides, conte († 1716)
- 4 novembre - Carlo Mannelli, violinista e compositore italiano († 1697)
- 12 novembre - Matthias Kramer, linguista, lessicografo e grammatico tedesco († 1729)
- 15 novembre - Wilhelm von Schröder, economista e politico tedesco († 1688)
- 21 novembre - Heinrich Franz von Mansfeld, nobile, diplomatico e militare austriaco († 1715)
- 22 novembre - Samuel Stryk, giurista tedesco († 1710)
- 27 novembre - Barbara Palmer, nobile britannica († 1709)
- 28 novembre - Willem de Vlamingh, esploratore olandese

## Dicembre(5)
- 1º dicembre - Ercole Antonio Mattioli, politico e diplomatico italiano († 1694)
- 2 dicembre - Abraham Bloteling, incisore, disegnatore e editore olandese († 1690)
- 6 dicembre - Claude Fleury, storico, religioso e avvocato francese († 1723)
- 13 dicembre - Robert Plot, naturalista britannico († 1696)
- 16 dicembre - Johannes Gruber, politico e mercante svizzero († 1710)

## Senza giorno specificato(41)
- Filippo Abbiati, pittore italiano († 1715)
- Thomas Allgood, inventore e decoratore inglese († 1716)
- Pierre Ango, fisico, matematico e gesuita francese († 1694)
- Francesco Barbacovi, scultore italiano
- Nicholas Barbon, economista inglese († 1698)
- Andreas Gottlieb von Bernstorff, politico tedesco († 1726)
- Giovanni Lorenzo Bertolotto, pittore italiano († 1721)
- Nozawa Bonchō, poeta giapponese († 1714)
- Clemente Erminio Borgia, nobile italiano († 1711)
- Francesco Botti, pittore italiano († 1711)
- Michael Burghers, incisore e disegnatore olandese († 1733)
- Jean Berain, pittore, decoratore e incisore francese († 1711)
- Edward Davis, incisore e mercante d'arte gallese († 1684)
- Stefano Onorato Ferretti, doge italiano († 1720)
- Antonio Grimaldi, doge († 1717)
- Elizabeth Hamilton, nobildonna scozzese († 1708)
- Marguerite Hessein de la Sablière, francese († 1693)
- Robert Knox, viaggiatore e scrittore scozzese († 1720)
- Edward Kynaston, attore teatrale inglese († 1712)
- La Voisin, avventuriera francese († 1680)
- Jacob Leisler, mercante, rivoluzionario e politico tedesco († 1691)
- Antonio Madiona, pittore italiano († 1719)
- Antonio Marchetti, medico e chirurgo italiano († 1730)
- Giovanni Antonio Mazzuoli, scultore italiano († 1714)
- Jean-Jacques de Mesmes, magistrato e politico francese († 1688)
- Andrea Monticelli, pittore italiano († 1716)
- Enrico Nassau, Lord Auverquerque, generale olandese († 1708)
- Louis Henri de Pardaillan de Gondrin, nobiluomo francese († 1691)
- Jan Reyning, pirata e marinaio olandese († 1697)
- Giovanni Sebenico, compositore, organista e tenore italiano († 1705)
- Dorothy Savile, viscontessa Halifax, nobildonna inglese († 1670)
- Maximilian Lorenz von Starhemberg, generale austriaco († 1689)
- Nicolaus Adam Strungk, compositore, violinista e organista tedesco († 1700)
- Jacques Tarade, ingegnere francese († 1722)
- Thomas Thynne, I visconte Weymouth, politico inglese († 1714)
- Nicolaes van Verendael, pittore fiammingo († 1691)
- William O'Brien, II conte di Inchiquin, nobile e ufficiale irlandese († 1692)
- William Wycherley, commediografo inglese († 1716)
- Joachim d'Alencé, astronomo e fisico francese († 1707)
- José Pérez de Rozas, religioso, storico e diplomatista spagnolo († 1696)
- Sa'ud ibn Muhammad ibn Muqrin, nobile arabo († 1726)